# Figures de cire
Figures de cire is een Franse horrorfilm uit 1914 onder regie van Maurice Tourneur.

## Verhaal
In een restaurant gaan Jacques en Pierre een weddenschap aan. Jacques daagt zijn vriend uit om een nacht door te brengen in een wassenbeeldenmuseum. Naarmate de nacht vordert, wordt de aanblik van de beelden almaar dreigender.

## Rolverdeling
| Acteur        | Personage                 |
| ------------- | ------------------------- |
| Henry Roussel | Pierre de Lionne          |
| Émile Tramont | Jacques                   |
| Henri Gouget  | Man met de wassen beelden |